# Tumorje zavirajoči gen
Tumorje zavirajoči gen, tumor supresorski gen ali antionkogen je gen, ki s svojim beljakovinskim produktom zavira razmnoževanje celic in nasprotuje spremembi normalne celice v rakavo. Med tumorje zavirajoče gene lahko štejemo različne skupine genov; od zaviralcev od ciklina odvisnih kinaz (CDK), regulatornih genov pri podvojevanju celic in njihove DNK prek genov, ki regulirajo apoptozo, oziroma vse tiste gene, ki aktivno preprečujejo nekontrolirano celično delitev. Za razliko od onkogenov, ki se med kancerogenezo čezmerno izražajo, so tumorje zavirajoči geni med kancerogenezo neaktivni. Mutacija lahko prizadene sam tumorje zavirajoči gen ali pa signalno pot, ki jo ta aktivira.

## Skupine tumorje zavirajočih genov
Tumorje zavirajoče gene lahko razvrstimo v več skupin:
- zaviralci CDK (od ciklina odvisnih kinaz) – CDK  so  encimi,  ki  nadzorujejo  napredovanje  celice  skozi  celični  ciklus, njihovo delovanje  pa je odvisno od  beljakovinskih aktivatorjev  (ciklinov)  in  od  zaviralcev.  Če  so  zaviralci  CDK  neaktivni,  se  celica  znajde  pod  stalnim  pritiskom delitvenih signalov. Mutacije oz. spremenjeno izražanje nekaterih zaviralcev CDK je povezano z nastankom različnih vrst raka (raki pljuč, glave in  vratu,  trebušne  slinavke, dojke.  V  to  skupino  spadajo med drugim p16, p21, p27 in p53;
- regulatorni geni pri podvojevanju celic in njihove DNK
- geni, ki uravnavajo apoptozo